# Bătălia de la Riade
Bătălia de la Riade sau Bătălia de la Merseburg s-a dat între trupele din Francia Răsăriteană conduse de regele Henric I al Germaniei și cele ale maghiarilor, în nordul Thuringiei lângă râul Unstrut pe 15 martie 933. Bătălia a fost rezultatul deciziei Sinodului de Erfurt de a nu mai plăti tribut maghiarilor în 932. După cronicarul saxon Widukind de Corvey, aceasta a fost o victorie importantă pentru Francia Răsăriteană.

## Cauze
Maghiarii, nomazi euroasiatici, care până în 899 au servit ca mercenari împăratului Arnulf, au început campanii în Regatul Italiei și în Francia Răsăriteană. În 906 au distrus Moravia Mare și un an mai târziu au distrus o armată bavareză condusă de margraful Luitpold în Bătălia de la Pressburg.
În 924, o armată maghiară a invadat ducatul Saxoniei și l-a înfrânt pe regele Henric I. Timp de nouă ani, s-a cerut un tribut anual de la germani. În acest timp, Henric și-a reorganizat apărarea în ducatul său saxon și i-a supus pe slavii polabieni în est. În 926, Henric a terminat construcția  unor noi castele și a autorizat formarea unor noi garnizoane: soldații erau organizați în nouă grupuri de soldați-fermieri, dintre care o grupă stătea de gardă la un moment dat, în timp ce celelalte opt lucrau domeniile.
După ce a crezut că reformele necesare au fost efectuate, Henric a asigurat sprijinul bisericii în a reveni asupra plății tributului în 932. Se presupune că el a avut un câine mort aruncat în fața negociatorilor maghiari, care au considerat-o declarație de război.

## Bătălia
În pregătirea pentru campanie, Henric a constituit contingente din fiecare regiune și ducat al regatului german. Maghiarii au asediat un oraș necunoscut, dar au încercat să se retragă în noapte, deoarece Henric și armata sa au campat în vecinătate la Riade. Henric a trimis în avangardă un contingent mic de pedeștri cu câțiva cavaleri. Regele a învățat la ce să se aștepte după luptele precedente, în cazul în care rapiditatea cavaleriei maghiare și arcașii ar putea aduce succesul lor. El atacă la început cu combatanții ușori, după care a urmat un atac de cavalerie grea. Potrivit lui Widukind de Corvey, forțele maghiare au fugit la venirea lui Henric, iar trupele victorioase germane l-au declarat pe Henric împărat pe câmpul de luptă. .
Locația exactă a luptei este necunoscută și mai multe municipalități din Germania pretind a fi locul pe care s-a purtat lupta, printre ele Kalbsrieth, la confluența dintre Unstrut și Helme, precum și în apropiere de Hunnenfeld Riethgen. Cu toate acestea, locul de la Riade unde a luptat Widukind poate fi tabăra armatei regelui Henric, probabil că nu același cu câmpul de luptă.

## Urmările
În timpul vieții lui Henric, maghiarii nu au îndrăznit să mai facă vreun raid pe teritoriul Franciei Răsăritene. În 954 au invadat din nou Germania în timpul unei rebeliuni instigate de ducele de Suabia, Liudolf, și au fost în cele din urmă învinși de fiul lui Henric și succesorul regelui, Otto I, în Bătălia de la Lechfeld.